# Raúl Silva Henríquez
Raúl Silva Henríquez, (ur. 27 września 1907 w Talca, zm. 9 kwietnia 1999 w Santiago) – chilijski duchowny katolicki, kardynał, arcybiskup metropolita Santiago de Chile.

## Życiorys
Studiował prawo, a następnie wstąpił do nowicjatu salezjańskiego. Po studiach filozoficznych i teologicznych przyjął święcenia kapłańskie 3 lipca 1938 w Turynie. Powróciwszy do Chile, wykładał teologię, był kolejno dyrektorem kilku szkół, a także organizatorem i przez sześć lat przewodniczącym chilijskiej Caritas. 
24 października 1959 został mianowany biskupem Valparaiso, a w niespełna dwa lata później, 14 maja 1961 – arcybiskupem Santiago. 
Jan XXIII wyniósł go do godności kardynalskiej z tytułem prezbitera San Bernardo alle Terme 19 marca 1962. Aktywnie uczestniczył w obradach Soboru Watykańskiego II. W Chile angażował się osobiście w obronę praw człowieka oraz najsłabszych członków społeczeństwa (La Vicaría de la Solidaridad), troszcząc się zarazem o zachowanie suwerenności Kościoła w skomplikowanym kontekście socjopolitycznym swojego kraju. 3 maja 1983 zrezygnował z rządów archidiecezją. 
Jego wizerunek znajduje się na bitej od 2000 roku chilijskiej monecie obiegowej o nominale 500 peso.